# Willy Scheers
Willy Scheers (Lier, 29 maart 1947) is een Belgisch voormalig wielrenner.

## Carrière
Scheers behaalde zijn eerste overwinning in de Vredekoers van 1969 waar hij de 12de etappe wist te winnen. Zijn beste jaar beleefde hij in 1971 toen hij voor het eerst de Ronde van Spanje reed en de 17de etappe kon winnen. Datzelfde jaar reed hij ook een resem klassiekers maar daar kon hij geen hoge ogen gooien. Hij reed in totaal vier keer de Vuelta en reed ze ook allemaal uit. Hij behaalde nog enkele overwinningen in kleinere koersen tot hij stopte in 1982.

## Overwinningen
1965
- Schoonbroek-Retie, junioren
- Sint-Katelijne-Waver, junioren

1966
- Nationaal kampioenschap voor amateurclubs
- 3e etappe Ronde van België voor amateurs

1969
- etappe 12 Vredeskoers
- Nationaal kampioenschap ploegentijdrit amateurs
- Schaal Egide Schoeters IC 1

1970
- GP Stad Antwerpen

1971
- etappe 17a Ronde van Spanje
- GP Victor Standaert
- Noorderwijk
- Nazareth

1972
- Petegem-aan-de-Leie
- GP Norbert Callens
- Oostduinkerke
- Provinciaal en nationaal Interclub

1973
- Polder-Kempen
- Heist-op-den-Berg
- Lommel

1976
- GP Victor Standaert
- Halse Pijl
- Neerheylissem
- Oostduinkerke
- Ranst
- Mortsel
- Tienen

1977
- Buggenhout
- Oostduinkerke

1980
- Bredene

1981
- Blaasveld

1982
- Oostrozebeke

## Resultaten in de voornaamste wedstrijden
| Jaar | Ronde van Italië | Ronde van Frankrijk | Ronde van Spanje |
| ---- | ---------------- | ------------------- | ---------------- |
| 1969 |                  |                     |                  |
| 1970 |                  |                     |                  |
| 1971 |                  |                     | 68e (1)          |
| 1972 |                  |                     | 51e              |
| 1973 |                  |                     |                  |
| 1974 |                  |                     |                  |
| 1975 |                  |                     |                  |
| 1976 |                  |                     | 48e              |
| 1977 |                  |                     |                  |
| 1978 |                  |                     | 63e              |
| 1979 |                  |                     |                  |
| 1980 |                  |                     |                  |
| 1981 |                  |                     |                  |
| 1982 |                  |                     |                  |

| Jaar | Milaan-San Remo | Gent-Wevelgem | Luik-Bast.‑Luik | Omloop het volk | Waalse Pijl | Scheldeprijs |
| ---- | --------------- | ------------- | --------------- | --------------- | ----------- | ------------ |
| 1969 |                 |               |                 |                 |             |              |
| 1970 |                 |               |                 |                 |             |              |
| 1971 |                 | 70e           |                 | 14e             | 60e         | 51e          |
| 1972 |                 |               |                 |                 |             |              |
| 1973 |                 |               |                 |                 |             |              |
| 1974 |                 |               | 53e             |                 |             |              |
| 1975 |                 |               |                 | 75e             |             | 52e          |
| 1976 |                 |               |                 |                 |             |              |
| 1977 |                 |               |                 |                 |             | 6e           |
| 1978 |                 |               |                 |                 |             | 9e           |
| 1979 |                 |               |                 |                 |             |              |
| 1980 | 103e            |               |                 |                 |             |              |
| 1981 |                 |               |                 |                 |             |              |
| 1982 |                 |               |                 |                 |             | 9e           |

Wielerploegen van Willy Scheers
Antheunis ·
Bailetti ·
Brands ·
Conti ·
De Rosso ·
Delocht ·
Desaymonet ·
Di Caterina ·
Farisato ·
Merckx ·
Mintjens ·
Opdebeeck ·
Re ·
Reybrouck ·
Scandelli ·
Scheers ·
Sercu ·
Soave ·
Spruyt ·
Stevens ·
Swerts ·
Van De Kerckhove ·
Van Den Bossche ·
Van Schil ·
Van Sweevelt ·
Vandenberghe ·
Vrijders
Antheunis ·
Bruyère ·
Campagnari ·
Delocht ·
Desaymonet ·
Di Caterina ·
Farisato ·
Hermie ·
Huysmans ·
Kindt ·
Merckx ·
Mintjens ·
Monty ·
Re ·
Scandelli ·
Scheers ·
Spruyt ·
Stevens ·
Swerts ·
Van De Vijver ·
Van Schil ·
Vandenberghe ·
Zilioli
Abelshausen ·
Barras ·
van Beers (tot 15/06) ·
Bourguignon (vanaf 07/05) ·
Catteeuw ·
Delaat (vanaf 12/07) ·
Demedts ·
Fierens ·
Govaerts (vanaf 13/09) ·
Herijgers ·
Hermie ·
Hooyberghs ·
Jacobs (vanaf 12/09) ·
van Katwijk ·
Mariën ·
Peeters ·
Planckaert ·
Reyniers ·
Scheers ·
Scheys ·
Schoeters ·
Steegmans ·
Thomas ·
Van De Vijver ·
Van Malderghem ·
Van Vlierden ·
Vanclooster ·
Verhaegen ·
Verreydt ·
Vrijders ·
Wuytack
Aerts ·
Barras ·
Constant ·
De Bisschop ·
Depireux ·
Dubois ·
Harings ·
Leman ·
Libouton ·
Martin · 
Moreels · 
Scheers ·
Seeuws ·
Van Hoof ·
Vanmarcke
Berckmans ·
De Bisschop ·
De Clerck ·
De Vlaeminck ·
Dubois ·
Ebo ·
F. van Katwijk ·
J. van Katwijk ·
Leman ·
Libouton ·
Scheers ·
Van De Vijver · 
Van Der Flaes ·
Van Der Stappen ·
Vanden Haesevelde ·
Verhaegen
Allan ·
Bellet ·
Bracke ·
Dalgal ·
Debosscher ·
Draux ·
Jiménez ·
Libouton ·
McCormack (tot 15/06) ·
Scheers ·
Schroyens ·
Swerts · 
Van De Vijver · 
Van Den Broeck ·
Van Der Linden ·
Van der Slagmolen ·
Van Uffel ·
Vandersnickt ·
Vanderveken